# 色凌端魯布
色凌端魯布（1863年—1933年6月29日），蒙古族，清末內札薩克蒙古昭乌达盟敖汉旗人，後封為敖汉右翼旗札萨克多罗郡王，人称“色王”。

## 生平
色凌端鲁布是敖漢郡王（俗稱海力王）察克達爾扎布的預保長子，也是成吉思汗第二十九代孫。清光緒三十二年正月（1906年），色凌端魯布襲多羅郡王。根據《德宗實錄》載，色凌端魯布於光緒十三年正月（1887年）奉清廷之命在乾清門行走；光绪二十年正月（1894年），又著加輔國公銜；光绪三十年十二月（1905年），命御前行走。根據《宣統政紀》載，為適應新的國內外形勢，宣統二年四月（1910年），根據先帝德宗遺旨設立資政院。甲戌日以宣統帝名义諭內閣，並曉諭曰：「此次召集資政院為中國前此未有之創舉，即為將來成立國會之先聲，務期竭盡忠誠，恪守秩序，克擔義務，代表與情，用副朝廷實行立憲，循序程功之至意，將此通諭知之」。色凌端魯布成為資政院外藩王公世爵議員，为昭乌达盟的代表。說明此時清廷在敖漢的重心已從扎薩克王府轉移到了海力王府（後為右翼旗旗府）。宣統三年四月（1911年）敖漢旗兩分，授予其首任敖漢右翼旗扎薩克多羅郡王。
色凌端魯布即任王位之初，便開始廣招人才，並將常住北京的公爺色曹德伊爾巴拉（末代鎮國公）也召回為其參謀。短短几年，那顺寶顏、瑪克塔欽、巴雅爾朝格套，乃日拉圖、達拉甲尼瑪等蒙古志士仁人齐集海力王府，輔佐色凌端魯布，參政議政，一時間海力王府「興旺」起來。
民國成立後，北洋政府於民國元年（1912年）晉封其為親王。色凌端魯布於民國二十二年（1933年）农历閏五月初七日病逝，享年70歲。遺體根據色王生前遺囑，未葬入祖塋地「格格召」，而葬於今薩力巴鄉黃花甸子沙岱山中（葛根坤兌）。

## 家庭
色凌端魯布原配福晉為哈沙圖烏濟葉特氏（武哲氏）人，歿後不久，色王又續娶了克力代的鄧氏為小福晉。元配與其有子三人：噶拉桑扎布（汉名鲍纯一）、吉格丹旺珠（汉名鲍纯文）、达日玛西迪（汉名鲍纯伦）。此外，他有一妹嫁给了郭尔罗斯前旗扎萨克辅国公齐默特色木丕勒。